# Rézeleje törzsfőnök
A Rézeleje törzsfőnök egy képsor, melynek megalkotója Gordon Bess és először 1967. szeptember 11-én jelent meg. 1988-ban Bess betegsége miatt a képsort Bill Yates és Mel Casson vette át és 1999-ig együtt dolgoztak rajta. 1999-től a képsoron Casson egyedül dolgozik.
A képsor az Amerikai Egyesült Államokban több mint 100 újságban jelenik meg. A Rézeleje törzsfőnök különösen Európában vált sikeressé, ahol 1969 és 1990 között a Tintin magazinban jelent meg. 1976-ban elnyerte az Angoulêmei Nemzetközi Képregényfesztivál legjobb külföldi képregényének járó díját.
Magyarországon a Semic Interprint kiadásában megjelent Tiszta Dili című képregény-magazinban jelent meg az 1990-es években.
A humoros képsor a 19. században játszódik és egy amerikai indián törzs mindennapjaiba enged bepillantást.